# Selección de fútbol de Alderney
La Selección de fútbol de Alderney es el equipo formado por jugadores de nacionalidad británica nacidas en la isla de Alderney en las Islas del Canal. Esta selección no pertenece a la FIFA así que sus partidos no son reconocidos por ella.
Su estadio nacional es el Arsenal Ground en la ciudad de Mount Hale con una capacidad de 1.500 espectadores.

## Historial contra otras selecciones
Último partido: Guernsey 2-0 Alderney, 23 de abril de 2022 - Muratti Vase 2022.
| Opontente      | PJ | PG | PE | PP | GF | GC  |
| -------------- | -- | -- | -- | -- | -- | --- |
| Alta Hungría   | 1  | 0  | 0  | 1  | 1  | 2   |
| Islas Malvinas | 2  | 1  | 0  | 1  | 3  | 3   |
| Gibraltar      | 1  | 0  | 0  | 1  | 1  | 6   |
| Groenlandia    | 1  | 0  | 0  | 1  | 0  | 3   |
| Guernsey       | 53 | 1  | 0  | 52 | 22 | 248 |
| Hitra          | 2  | 0  | 0  | 2  | 3  | 9   |
| Isla de Wight  | 1  | 0  | 0  | 1  | 0  | 3   |
| Isla de Man    | 1  | 0  | 0  | 1  | 1  | 6   |
| Jersey         | 45 | 0  | 0  | 45 | 22 | 249 |
| Menorca        | 1  | 0  | 0  | 1  | 0  | 6   |
| Islas Orcadas  | 3  | 1  | 0  | 2  | 3  | 7   |
| Panjab         | 1  | 0  | 0  | 1  | 1  | 9   |
| Recia          | 1  | 0  | 0  | 1  | 2  | 3   |
| Rodas          | 1  | 0  | 0  | 1  | 1  | 5   |
| Saaremaa       | 1  | 1  | 0  | 0  | 1  | 0   |
| Sealand        | 3  | 0  | 1  | 2  | 3  | 5   |
| Anglesey       | 1  | 0  | 0  | 1  | 0  | 5   |

### Récord
| Pos. | Equipo   | Pts. | PJ  | G | E | P   | GF | GC  | Dif. |
| ---- | -------- | ---- | --- | - | - | --- | -- | --- | ---- |
| 1    | Alderney | 13   | 119 | 4 | 1 | 114 | 64 | 569 | −505 |

 Fuente: 

## Participación en losJuegos de las Islas
| 1989 | 1991 | 1993 | 1995 | 1997 | 1999 | 2001 | 2003 | 2005 | 2007 | 2009 | 2011 | 2013 | 2015 | 2017 | 2023 |
| ---- | ---- | ---- | ---- | ---- | ---- | ---- | ---- | ---- | ---- | ---- | ---- | ---- | ---- | ---- | ---- |
| –    | -    | -    | -    | -    | -    | -    | 11.º | -    | -    | -    | 14.º | -    | 16.º | 15.º | -    |